# Femés
Femés est un village de la commune de Yaiza, à Lanzarote dans les Îles Canaries.

## Le village

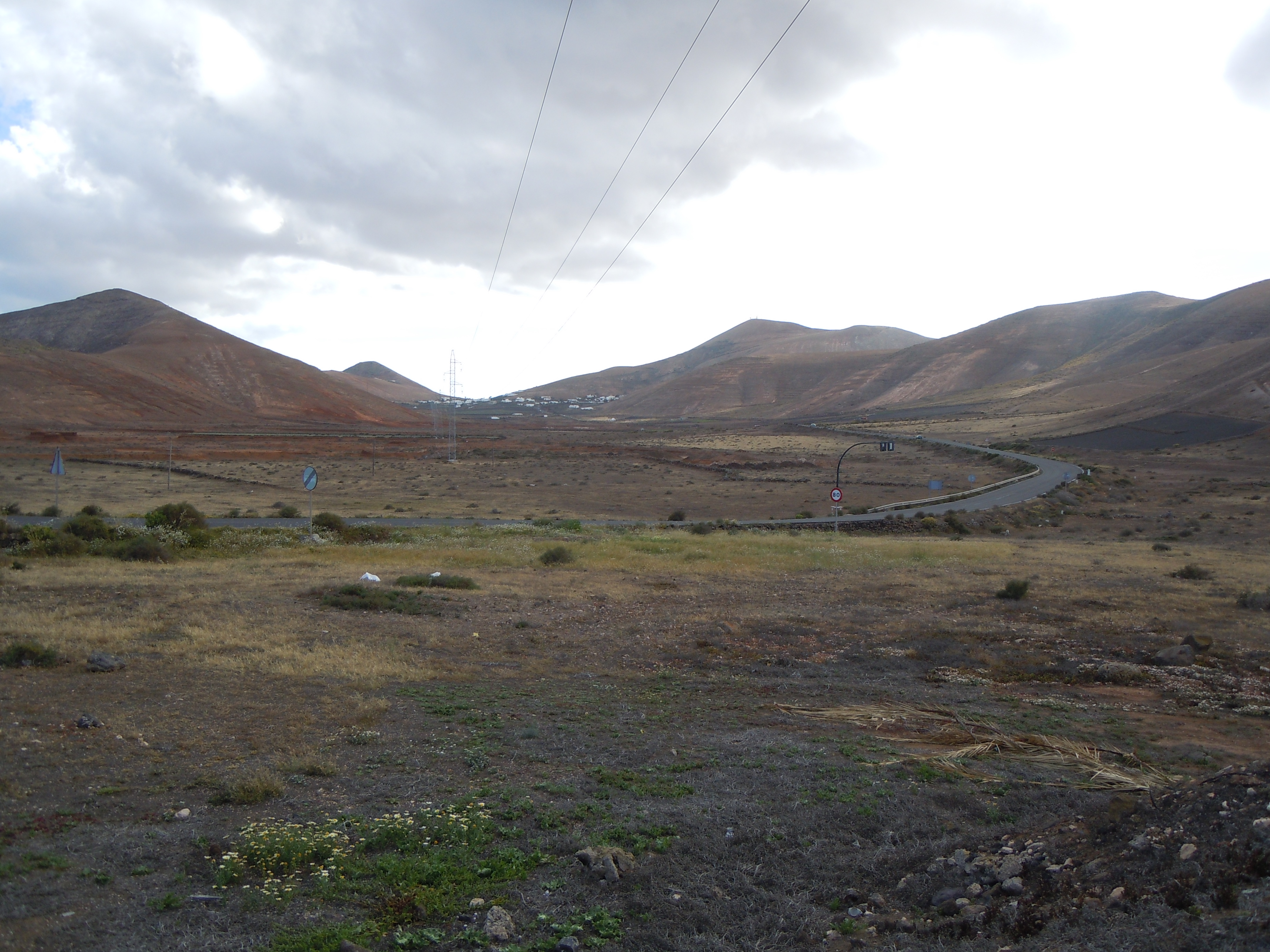
Vue de la vallée de Femés depuis Las Casitas do Femés et de la LZ-702

Le village de Femès se trouve à 360 m d'altitude. Il est situé dans un col, entre l'Atalaya de Femes (60̠8 m) et le Pico de la Aceituna et est traversé par la route LZ-702 depuis la vallée de Femés. 

## Histoire
Le village de Femés était une communauté indépendante, jusqu'en 1953, où il a été rattaché à la commune de Yaiza.

## Église San Marcial de Rubicón

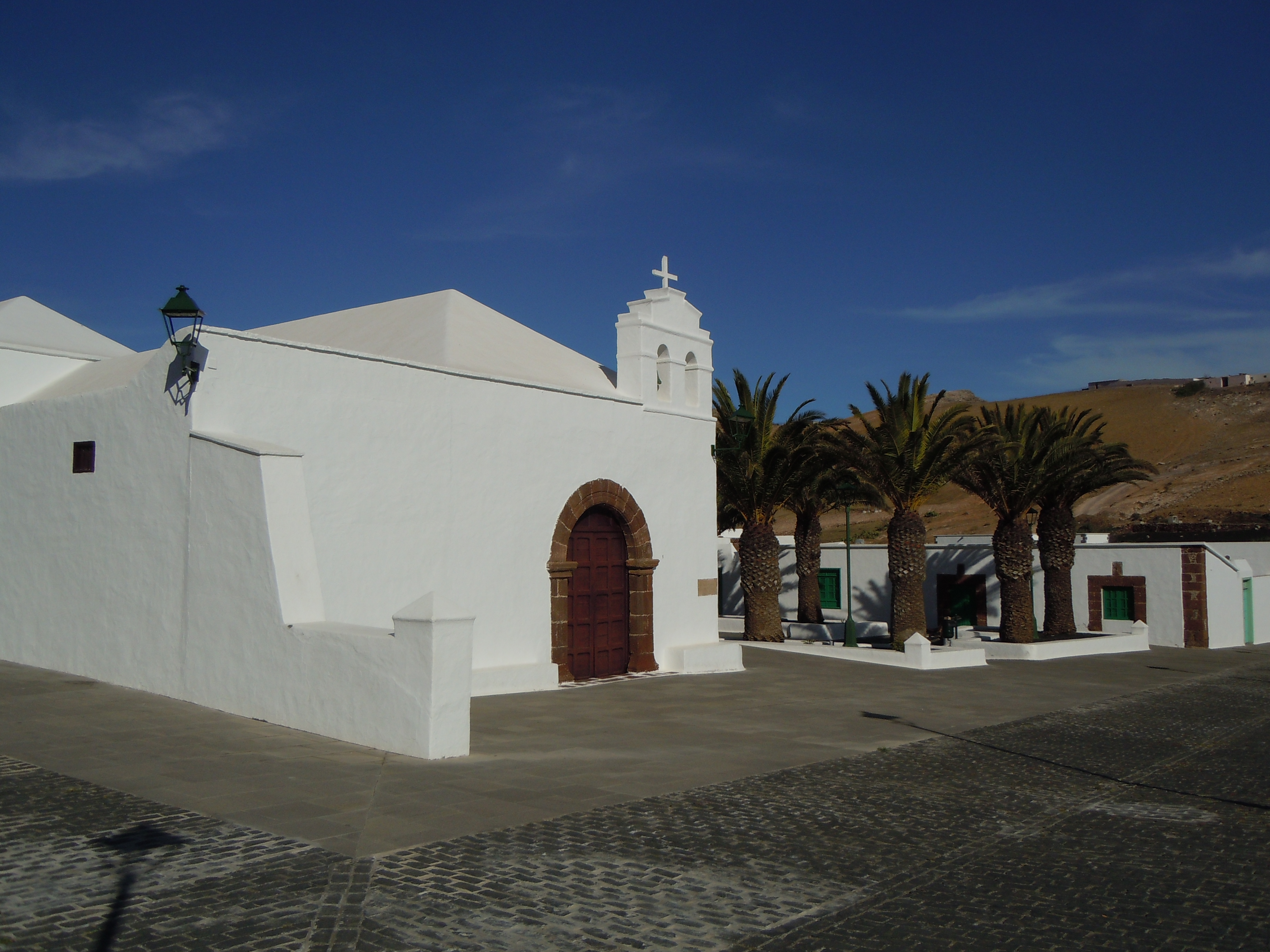
Église San Marcial de Rubicón.jpg

L'église San Marcial de Rubicón, a été construite en 1730 sur la place du village. Elle est dédiée à Martial de Limoges, apôtre des Gaules, au IIIe siècle.